# 駆黴院
駆黴院（くばいいん）は、明治時代、娼妓が性病に罹患しているか否かを検査し、罹患していればこれを治療した病院である。
幕末、横浜滞在中のイギリス人医師G.B.ニュートンは、横浜に寄港するイギリス人のうち、上陸して娼妓に接した者のほとんどが性病に感染するのを見て、娼妓に対する検黴および駆黴が必要であると考え、この旨を江戸幕府に建言した。幕府側では、このようなことは日本古来の風習に照らして女子に対する甚しい侮辱であるとして物議を醸したが、イギリスでは娼婦の性病検査は既に実施されていたためにこれを採用し、1867年（慶応3年）9月横浜に駆黴院が設置された。ついで神戸、長崎にも設置された。駆黴院という名称は、のちに遊廓の所在地名を冠して「○○病院」と改称された例が多い。
当時は外国人への伝染を予防するのが目的であったので、一定の制度のもとに行なわれたものではなかった。しかしその効果は小さくなく、検黴の重要性が認められた。その後、大阪では、オランダ軍医ボードウィンが患者の多くは黴毒性疾病であることを指摘し、日本人の間でこれほどまでに梅毒が蔓延しているのは娼妓の駆黴が行なわれていないからであるとして、娼妓検黴法の実施を建言した。京都では、医師の明石博高が祇園の一力楼主である杉浦治郎右衛門を説き、明治3年7月に祇園幸道に療病館という病院を建て、検黴・駆黴を行なった。
これら各地における設置に促され、明治政府は1876年（明治9年）4月全国の遊廓所在地に駆黴院を設置し、ここに日本で初めて検黴制度が出来た。